# Diana Jones
Pour les articles homonymes, voir Jones.
Cet article concerne une chanteuse américaine de country. Pour l'autrice britannique de romans fantastiques, voir Diana Wynne Jones.
Diana Jones est une autrice-compositrice-interprète américaine de musique country.

## Biographie
Diana Jones est adoptée et grandit à New York. Au début des années 1980, elle est attirée par la musique country et écoute Johnny Cash, Patsy Cline, Dolly Parton et Emmylou Harris.
Après avoir été diplômée de l'université, elle rejoint sa famille biologique dans l'est du Tennessee.
Dans les années 1990, la chanteuse suit son évolution en tant qu'autrice et artiste de la scène musicale à Austin, au Texas. Elle sort deux albums, signe un contrat avec Hamstein Publishing. Son premier album, Imagine Me, sort en 1997. Deux ans plus tard, il est suivi par l'opus The One That Got Away. C'est la mort de son grand-père, le chanteur Robert Lee Maranville, en 2000 qui la fait revenir dans le nord-est des États-Unis,. Cet événement est à l'origine d'une période de réflexion personnelle, mise à profit avec la réalisation de l'album My Remembrance of You.
Elle remporte de nombreux concours dont la compétition New Folk du Kerrville Folk Festival 2006. Sa chanson Pony est l'un des titres en compétition dans la catégorie « chanson de l'année » décerné par le North American Folk Alliance. Diana Jones est nommée dans la catégorie « artiste révélation de l'année » pour 2006,.
Sa carrière prend un tournant en 2006 grâce aux critiques positives lors de la sortie de son album My Remembrance of You. Celui-ci est repris sur les listes des meilleurs albums de l'année de plusieurs critiques. Le Chicago Tribune le classe comme le « meilleur enregistrement country de 2006 » et décrit la chanteuse comme « un joyau Americana »,. Elle y est interprète et joue de la guitare, de la mandoline et du violon. Le titre Pony est nommé pour la « Chanson de l'année » décerné par le North American Folk Alliance et termine l'année 2006 au no 15 du Airplay Radio Folk.
Ayant déjà tourné avec Richard Thompson, elle est à l'affiche en janvier 2008 de Ancienne Belgique à Bruxelles,.
En septembre 2008, Joan Baez interprète Henry Russell's Last Words de Diana Jones sur son album Day After Tomorrow, nommé pour un Grammy.

## Discographie
- 1997 : Imagine Me (New Shoes Records)
- 1998 : The One That Got Away (New Shoes Records)
- 2006 : My Remembrance of You (NewSong Recordings)
- 2007 : Radio Soul, avec Jonathan Byrd
- 2009 : Better Times Will Come (Proper Records)
- 2011 : High Atmosphere
- 2013 : Museum Of Appalachia Recordings (Proper Records)
- 2015 : Live in concert (Proper Records)
- 2020 : Song to a Refugee (Proper Records)
- 2024 : Better Times Will Come (Proper American)